# NGC 6870
NGC 6870 (również PGC 64197) – galaktyka spiralna (Sab), znajdująca się w gwiazdozbiorze Lunety. Odkrył ją John Herschel 7 lipca 1834 roku.